# Juan José Pineda Fasquelle
Juan José Pineda Fasquelle CMF (Tegucigalpa, Honduras, 19 de dezembro de 1960) é um ministro hondurenho e bispo auxiliar católico romano emérito em Tegucigalpa.
Juan José Pineda Fasquelle entrou na Ordem Claretiana e fez sua profissão em 25 de abril de 1987. O Secretário da Assinatura Apostólica, Zenon Grocholewski, o ordenou diácono em 19 de dezembro de 1987 e o Bispo Auxiliar de Tegucigalpa, Óscar Rodríguez Maradiaga SDB, o ordenou sacerdote em 16 de julho de 1988.
Papa Bento XVI o nomeou em 21 de maio de 2005 Bispo Auxiliar de Tegucigalpa e Bispo Titular de Obori. O Arcebispo de Tegucigalpa, Cardeal Oscar Andrés Rodríguez Maradiaga SDB, o ordenou bispo em 16 de julho do mesmo ano; Co-consagrantes foram Angel Garachana Pérez CMF, Bispo de San Pedro Sula, e Antonio Arcari, Núncio Apostólico em Honduras.
Em 20 de julho de 2018, o Papa Francisco aceitou a renúncia de Juan José Pineda Fasquelle. Pineda já havia sido acusado de "má conduta sexual" com seminaristas, abuso sexual e corrupção.